# Fabio De Crignis
Fabio De Crignis (ur. 7 kwietnia 1968 w Chiesa in Valmalenco) – włoski narciarz alpejski. Startował w slalomie igrzyskach w Albertville w 1992 r., ale nie ukończył zawodów. Zajął 20. miejsce w slalomie na mistrzostwach świata w Sestriere. Najlepsze wyniki w Pucharze Świata osiągnął w sezonie 1995/1996, kiedy to zajął 31. miejsce w klasyfikacji generalnej, a w klasyfikacji slalomu był ósmy.

## Sukcesy

### Puchar Świata

#### Miejsca w klasyfikacji generalnej
- 1990/1991 – 35.
- 1991/1992 – 37.
- 1992/1993 – 87.
- 1993/1994 – 79.
- 1994/1995 – 58.
- 1995/1996 – 31.
- 1996/1997 – 73.

#### Miejsca na podium
1. Aspen – 10 marca 1991 (slalom) – 3. miejsce
2. Park City – 26 listopada 1995 (slalom) – 3. miejsce